# Lipotriches elongatula
Lipotriches elongatula är en biart som först beskrevs av Cockerell 1915.  Lipotriches elongatula ingår i släktet Lipotriches och familjen vägbin. Inga underarter finns listade i Catalogue of Life.